# Ruinas
Ruinas é uma comuna italiana da região da Sardenha, província de Oristano, com cerca de 825 habitantes. Estende-se por uma área de 30 km², tendo uma densidade populacional de 28 hab/km². Faz fronteira com Allai, Asuni, Mogorella, Samugheo, Siamanna, Villa Sant'Antonio, Villaurbana.